# Капо Ил Коле (Асколи Пичено)
Капо Ил Коле (итал. Capo Il Colle) насеље је у Италији у округу Асколи Пичено, региону Марке.
Према процени из 2011. у насељу је живело 45 становника. Насеље се налази на надморској висини од 380 м.